# Martin Bangemann
Martin Andreas Bangemann (ur. 15 listopada 1934 w Wanzleben, zm. 28 czerwca 2022 w Saint-Vincent-la-Châtre) – niemiecki polityk i prawnik, działacz Wolnej Partii Demokratycznej (FDP) i jej przewodniczący w latach 1985–1988, deputowany krajowy i europejski, w latach 1984–1988 minister gospodarki, od 1989 do 1999 członek Komisji Europejskiej.

## Życiorys
Po maturze w Emden studiował prawo na Uniwersytecie Eberharda i Karola w Tybindze oraz Uniwersytecie Ludwika i Maksymiliana w Monachium, następnie zdał państwowe egzaminy prawnicze I oraz II stopnia. Doktoryzował się w 1962, a w 1964 podjął praktykę adwokacką.
W 1963 dołączył do FDP. Był wiceprzewodniczącym i przewodniczącym liberałów w Badenii-Wirtembergii, a od 1974 do 1975 sekretarzem generalnym partii. Od 1972 do 1980 i ponownie w latach 1987–1989 sprawował mandat posła do Bundestagu. W 1973 delegowany do Parlamentu Europejskiego, w 1979 wszedł w skład pierwszego PE pochodzącego z wyborów, zasiadając w nim do 1984 oraz pełniąc funkcję przewodniczącego Grupy Liberalnej i Demokratycznej.
W latach 1984–1988 sprawował urząd ministra gospodarki w dwóch rządach Helmuta Kohla. Od 1985 był jednocześnie przewodniczącym Wolnej Partii Demokratycznej. W latach 1989–1999 należał do trzech kolejnych składów Komisji Europejskiej, pod kierownictwem Jacques’a Delorsa i Jacques’a Santera. W latach 1989–1993 pełnił funkcję jej wiceprzewodniczącego i odpowiadał w szczególności za rynek wewnętrzny oraz sprawy przemysłu i telekomunikacji. W 1994 opublikował raport poświęcony europejskiemu społeczeństwu informacyjnemu. W 2000 powołany w skład władz koncernu telekomunikacyjnego Telefónica.
Zmarł w swoim domu we Francji.